# 片丘 (塩尻市)
片丘（かたおか）は、長野県塩尻市の大字である。

## 地理
高ボッチ山西麓から田川上流右岸の平坦地にかけて位置し、縄文時代から古墳時代にかけての遺跡が多く見られる。

### 地価
住宅地の地価は、2025年（令和7年）1月1日の公示地価によれば、片丘の宅地および宅地見込み地における地価は次の通りである。
- 片丘字新屋敷7768-1 : 13,200円/m2

## 沿革
江戸時代は全域が諏訪藩領であった。

### 年表
- 1874年（明治8年）1月23日 - 筑摩県筑摩郡中挟村・南熊井村・北熊井村・南内田村・北内田村が合併して片丘村となる。
- 1889年（明治22年）4月1日 - 町村制の施行により、片丘村が単独で自治体を形成。
- 1959年（昭和34年）4月1日 - 塩尻町・広丘村・宗賀村・筑摩地村と合併して塩尻市が発足し、大字片丘となる。同日片丘村廃止。
- 1960年（昭和35年）4月1日 - 旧村域の一部（北内田）が松本市に編入。
- 1961年（昭和36年）4月1日 - 旧村域の一部（南内田のうち崖の湯）が松本市に編入。

## 世帯数と人口
2022年（令和4年）1月1日現在の世帯数と人口は以下の通りである。
| 地区名 | 世帯数    | 人口    |
| ------ | --------- | ------- |
| 南内田 | 500世帯   | 1,187人 |
| 北熊井 | 474世帯   | 1,346人 |
| 南熊井 | 209世帯   | 537人   |
| 中挾   | 37世帯    | 101人   |
| 君石   | 147世帯   | 270人   |
| 内田原 | 154世帯   | 442人   |
| 計     | 1,521世帯 | 3,883人 |

## 地域

### 施設
- 塩尻市役所 片丘支所
- 長野県総合教育センター
- 長野県林業総合センター
- 長野県畜産試験場

### 教育
- 塩尻市立片丘小学校

### 企業
- キッセイ薬品工業 塩尻工場

## 小・中学校の学区
市立小・中学校に通う場合、学区は以下の通りとなる
| 地区     | 小学校             | 中学校           |
| -------- | ------------------ | ---------------- |
| 大字片丘 | 塩尻市立片丘小学校 | 塩尻市立丘中学校 |

## 交通

### 鉄道
町内に鉄道駅はない。
最寄り駅はJR東日本篠ノ井線の広丘駅。
ただし南部になると塩尻駅のが近い。

### バス
塩尻市地域振興バス片丘線
高速バス - バス停はない。最寄りのバス停は広丘野村バス停。

### 道路
高速道路
- 長野自動車道塩尻インターチェンジ

国道
- 国道20号

都道府県道
- 長野県道63号松本塩尻線